# Chaureopa planulata
Chaureopa planulata är en snäckart som först beskrevs av Hutton 1883.  Chaureopa planulata ingår i släktet Chaureopa och familjen Charopidae. Inga underarter finns listade i Catalogue of Life.